# Joni Ernst
Joni Kay Ernst (Red Oak, 1 de julho de 1970) é uma política e senadora dos Estados Unidos pelo estado de Iowa, eleita na eleição de novembro de 2014. Republicana, atuou anteriormente no Senado de Iowa e como tenente-coronel do Exército da Guarda Nacional de Iowa.